# Agência das Nações Unidas de Assistência aos Refugiados da Palestina no Próximo Oriente

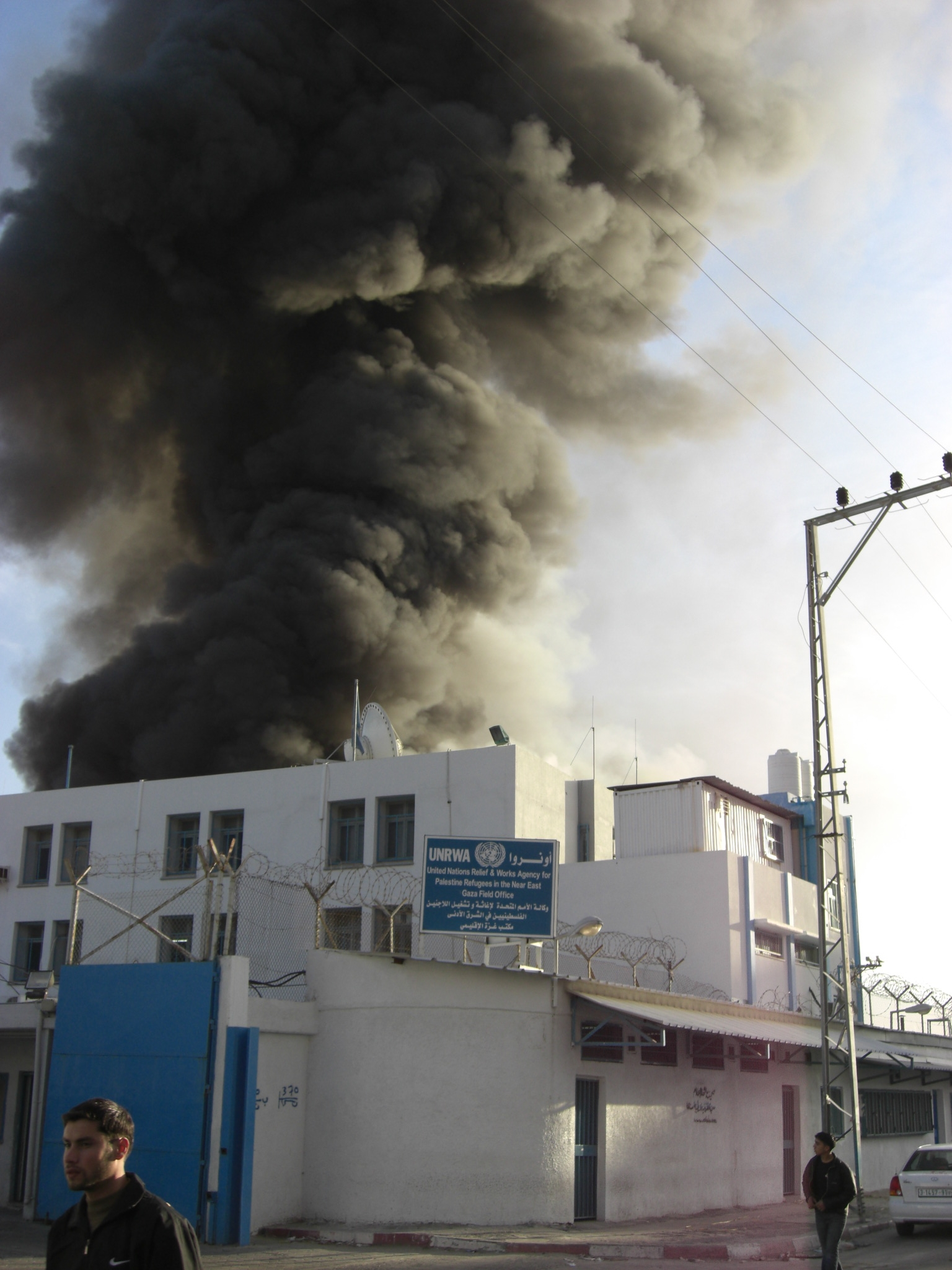
Edifício da UNRWA em Gaza, bombardeado por Israel, em 2009.

A Agência das Nações Unidas para Assistência aos Refugiados da Palestina no Oriente Próximo, também conhecida pela sigla  UNRWA (do inglês, United Nations Relief and Works Agency for Palestine Refugees in the Near East), é uma agência de desenvolvimento e de assistência humanitária que proporciona cuidados de saúde, serviços sociais, de educação e ajuda de emergência aos mais de 4 milhões de refugiados palestinos e seus descendentes que vivem na Faixa de Gaza, Cisjordânia, Jordânia, Líbano e Síria.

## Designação como organização terrorista
A 28 de Outubro de 2024, o Parlamento de Israel aprovou uma proposta de lei que designou a UNRWA como organização terrorista, pouco tempo depois de ter aprovado uma outra lei impedindo a agência de operar no país.